# Shemiran
Shemiran (farsi شمیران) è il centro amministrativo dello shahrestān di Shemiranat, nella provincia di Teheran in Iran ed è il quartiere più settentrionale della città di Teheran. Si trova alle pendici dei monti Alborz e gode di un clima mite. Era usato come residenza estiva dagli scià della dinastia Qajar e Pahlavi. Ne rimangono esempio i palazzi Sa'dabad e Niaravan e vi si trova il santuario dell'Imamzadeh Saleh.

## Geografia antropica

### Suddivisioni amministrative
I quartieri di Shemiran sono: Darakeh, Darband, Darrous, Gholhak, Niavaran, Elahiyeh, Farmanieh, Zafaraniyeh, Manzarieh, Gheytarieh e Jamaran.